# Ковалін
Ковалін (пол. Kowalin) — село в Польщі, у гміні Красник Красницького повіту Люблінського воєводства.
Населення — 299 осіб (2011).
У 1975-1998 роках село належало до Люблінського воєводства.

## Демографія
Демографічна структура станом на 31 березня 2011 року:
|          | Загалом | Допрацездатний вік | Працездатний вік | Постпрацездатний вік |
| -------- | ------- | ------------------ | ---------------- | -------------------- |
| Чоловіки | 137     | 28                 | 85               | 24                   |
| Жінки    | 162     | 34                 | 86               | 42                   |
| Разом    | 299     | 62                 | 171              | 66                   |